# Craig Luebben
Craig Luebben (ur. 20 maja 1960, zm. 9 sierpnia 2009) – wspinacz, fotograf i przewodnik wysokogórski z Colorado (USA), autor podręczników wspinaczki, redaktor magazynów górskich, wynalazca sprzętu wspinaczkowego. Był licencjonowanym przewodnikiem Amerykańskiego Stowarzyszenia Przewodników Wysokogórskich (AMGA) i instruktorem wspinaczki. 

## Życiorys
Zmarł w wyniku wypadku w trakcie wspinaczki północno-wschodnią ścianą Mount Torment w Górach Kaskadowych w stanie Waszyngton. W trakcie forsowania szczeliny brzeżnej u stóp ściany ok. godz. 6:30 został uderzony bryłami lodu i mimo reanimacji ze strony partnera z zespołu oraz szybkiego przylotu ratowników zmarł od ran na miejscu wypadku.
W Polsce dużą popularnością cieszy się napisany przez niego podręcznik Wspinaczka w skale (wyd. polskie 2006, oryginał Rock climbing: Mastering Basic Skills, 2004, zob. bibliografia), oficjalnie polecany przez Polski Związek Alpinizmu. W okresie 1991–2009 wydał łącznie blisko 10 książek: przewodnik wspinaczkowy oraz podręczniki dotyczące wspinaczki skałkowej, górskiej i lodowej (część z nich miała wznowienia i wydania obcojęzyczne, np. także na hiszpański i włoski). Od 1989 opublikował przeszło 60 artykułów w wiodących czasopismach górskich USA (głównie Rock and Ice i Climbing) na tematy wspinaczkowe i sprzętowe. W Climbingu był tzw. starszym redaktorem (senior contributing editor). 
Podczas studiów inżynierskich na uniwersytecie stanowym Colorado, w roku 1984 wynalazł przyrząd asekuracyjny (rurę asekuracyjną) Big Bro służący do asekuracji w bardzo szerokich rysach.

## Książki
- A Rock Climbers Guide to Greyrock, Horsetooth Press, 1991
- Knots for Climbers (seria How to Rock Climb), Chockstone Press 1993 i 1995; Evergreen (Colorado), ISBN 0-934641-58-7 (dodruki do 1999); wyd. 2 (seria How to Climb), Falcon, Guilford (Connecticut), 2002, ISBN 0-7627-1218-X (tłumaczenie na hiszpański 1995)
- John Long, Craig Luebben: Advanced Rock Climbing, (seria How to Climb), wydawn. Falcon, Helena (Montana) 1997, ISBN 1-57540-075-8
- How to Ice Climb! (seria How to Climb), wydawn. Falcon, Helena (Montana) 1999, ISBN 1-56044-760-5
- How to Rappel! (seria How to Climb), wydawn. Falcon, Helena (Montana), ISBN 1-56044-759-1, tłumaczenie na hiszpański 2007
- Betty And The Silver Spider: Welcome To Gym Climbing (seria Doktor Krank! Comics; komiks; współautor jako autor rysunków: Jeremy Collins), Sharp End Publishing, Boulder (Colorado), 2002, ISBN 1-892540-22-3
- Rock climbing: Mastering Basic Skills, The Mountaineers, Seattle 2004, ISBN 0-89886-743-6 (tłumaczenia na hiszpański 2006, polski 2006 i włoski 2007)

    [wydanie polskie: Wspinaczka w skale, Galaktyka, Łódź 2006, tłum. Tomasz Kliś, ISBN 83-89896-51-6]
- Rock Climbing Anchors: A Comprehensive Guide, The Mountaineers, Seattle 2006, ISBN 1-59485-006-2